# Hidrogénio líquido
| Propriedades      | Propriedades                       |
| ----------------- | ---------------------------------- |
| Fórmula química   | H 2                                |
| Massa molar       | 2.016 g · mol −1                   |
| Aparência         | Líquido incolor                    |
| Densidade         | 70,85 g / L (4.423 lbs / ft)       |
| Ponto de fusão    | −259,14 ° C (−434,45 ° F; 14,01 K) |
| Ponto de ebulição | −252,87 ° C (−423,17 ° F; 20,28 K) |

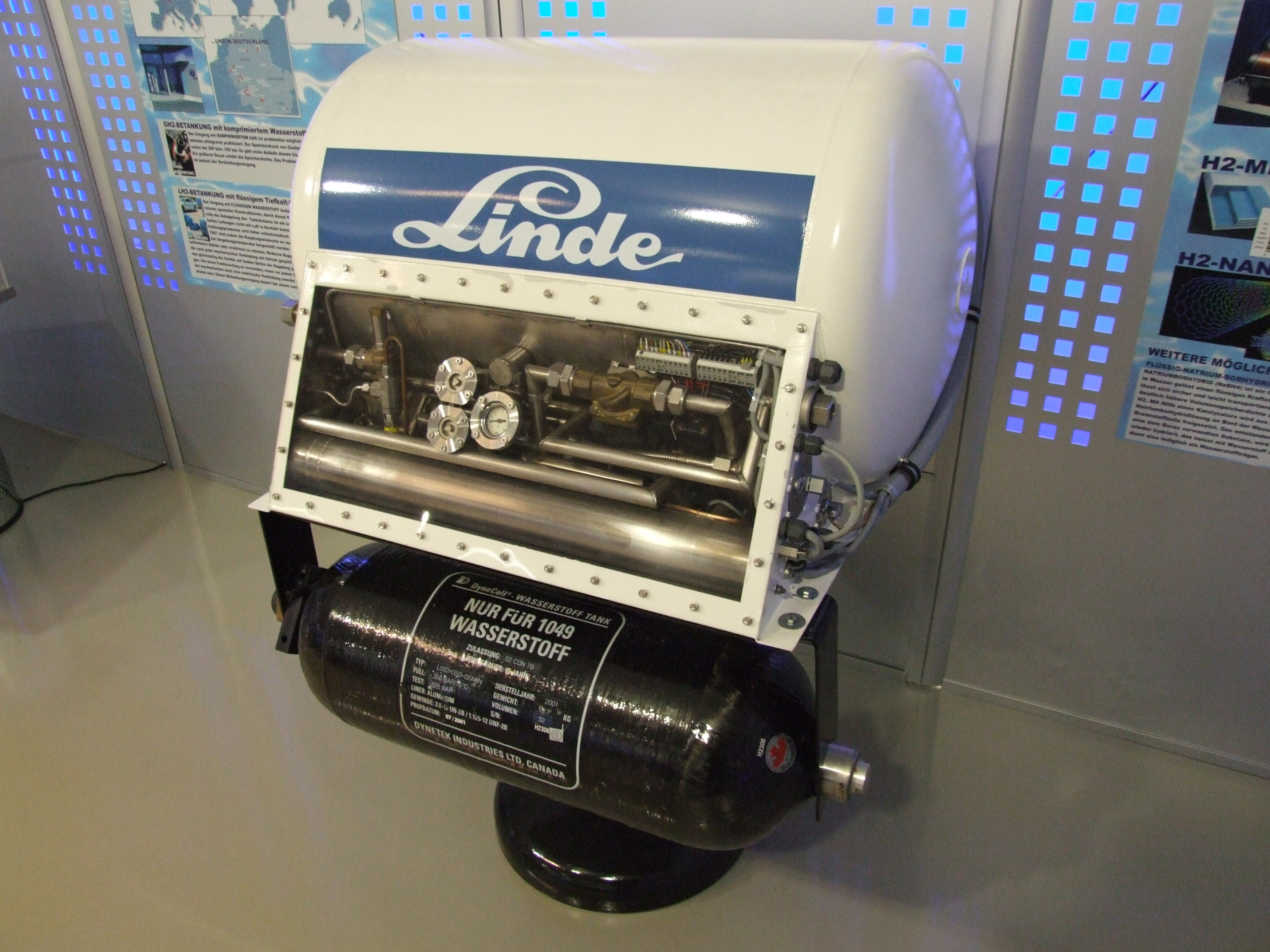
Tanque de hidrogênio líquido da Linde AG, Museum Autovision, Altlußheim, Alemanha.

O hidrogénio líquido (português europeu) ou hidrogênio líquido (português brasileiro) (também denominado por LH2) é a forma líquida do hidrogênio. É utilizado como propelente de combustível de foguetes pela indústria aeroespacial, por exemplo, a NASA vai utilizar quatro motores RS-25 no Core stage(Estágio central) do Space Launch System (SLS).
Atualmente, são pesquisados carros com motor de combustão interna com tanques de hidrogênio líquido (por exemplo, o BMW H2R).
O hidrogênio na forma líquida também tem sua utilidade nas pesquisas de energias nucleares limpas, realizadas nos Tokamaks e Stellarators, que são reatores que têm como processo a fusão de isótopos de hidrogênio, conhecidos como deutério e trítio.
Atualmente esses reatores a hidrogênio não são viáveis pois esbarram em "tempos econômicos".
O hidrogênio líquido está presente no planeta Júpiter, no qual o envolve na forma de um imenso oceano de cor azul.